# ジョリビー

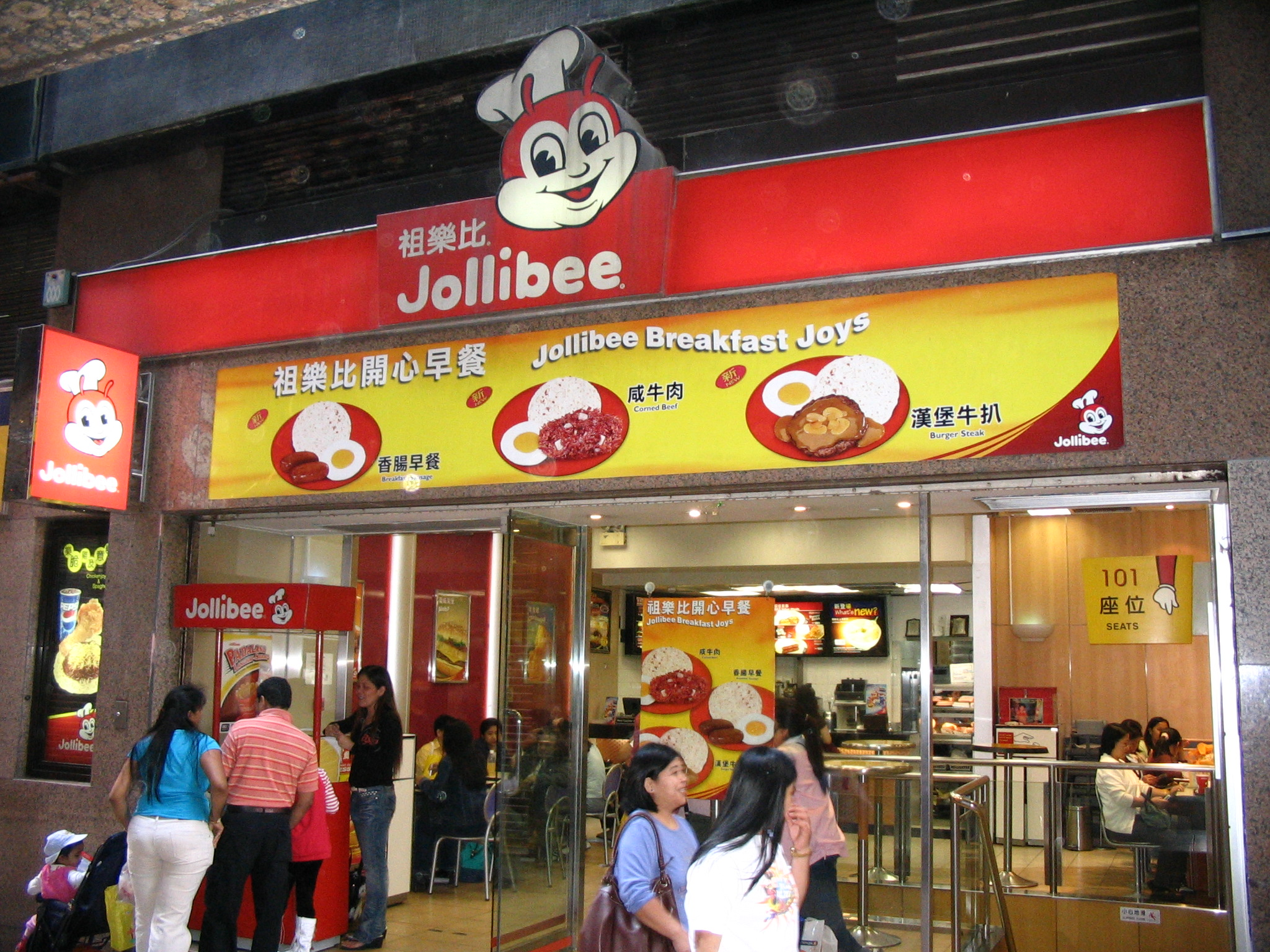
香港にあるジョリビーの店舗

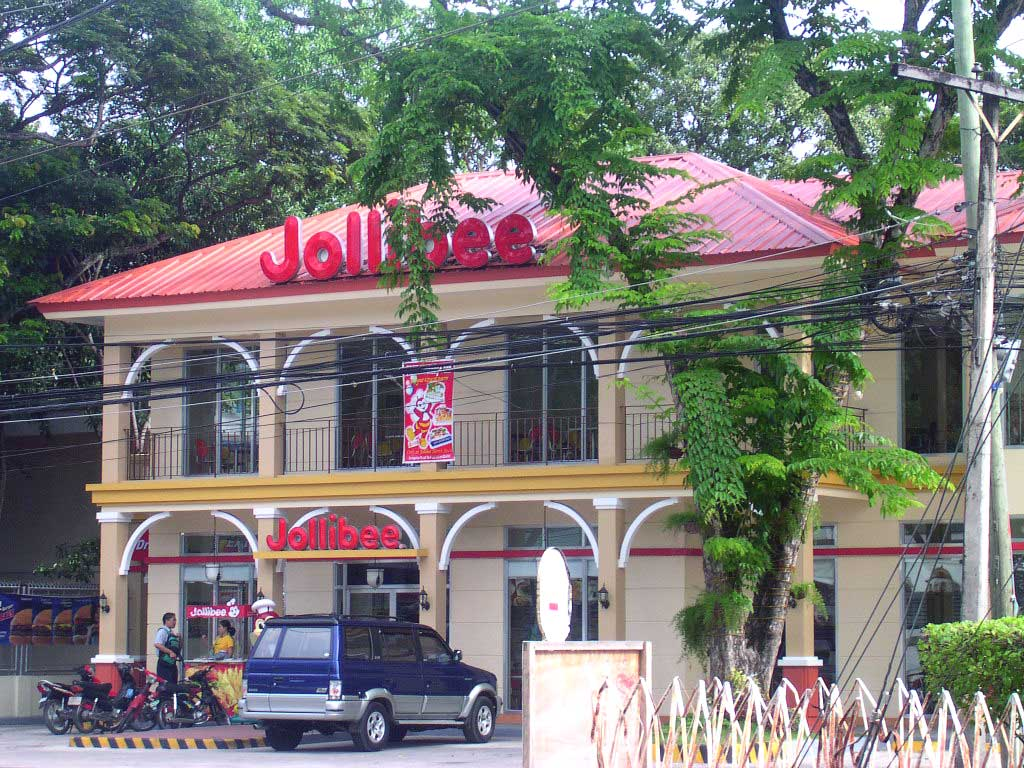
ドゥマゲテにあるジョリビーの店舗

ジョリビー（Jollibee）とは、フィリピンのファーストフードチェーン店。フィリピン華僑のトニー・タンが率いるジョリビー・フード・コーポレーションによる運営である。現在はフィリピンの他にアメリカ、カナダ、中国（香港）、ベトナム、インドネシア、ブルネイ、サウジアラビア、カタール、クウェート、シンガポール、バーレーン、北マリアナ諸島、パプアニューギニア、台湾、UAEに進出している。日本進出も予定している。創業は1975年で、元々はアイスクリーム店だった。2006年3月現在、フィリピンに1287店舗、フィリピン以外の諸外国に161店舗を構える。蜜蜂を模したマスコットが特徴。
ジョリビー・フード・コーポレーションは、ジョリビーのほか、ピザ系チェーンのグリーンニッチ、中華料理系チェーンのチョーキング、ケーキ専門店チェーンのレッドリボン、焼き鳥チェーンのマング・イナサル、フィリピンでのバーガーキングやDelifranceのフランチャイズを運営しており、ジョリビーとそれらの店舗が併設されていることも多い。
セブ州には蜜蜂をイメージしたジョリビーだけではなく、オレンジをイメージしたOrange Brutusや炎をイメージをしたFlame It!も営業をしている。

## 特徴
世界に進出し、各国においてファストフード業界のトップシェアを保持しているマクドナルドが、フィリピンで市場シェア第1位になれない原因は、ジョリビーがあるからだと指摘されている。
ジョリビーがフィリピンのマクドナルドを超える人気を保持している理由は、地元の食文化に根ざしたメニュー展開にある。フィリピン人好みの甘い味付けや、フライドチキンと彼らの主食であるご飯を添えたセットメニュー、主食以外にもスパゲッティとコカ・コーラのセットといったメリエンダ（おやつ、軽食）用のメニューも充実している。

## メニュー
メニューはハンバーガーとフライドチキンがメインで、それ以外にライスやスパゲッティなどを扱っている。ジョリビーではバナナで作られた「バナナケチャップ」を使用しているため、やや甘めの味付けである。フライドチキンについてくるソースはグレイビーソースである。
ハンバーガー、フライドチキンといった西洋食以外に、フィリピンの伝統的な食べ物であるパラボックやバッチョイ（セブ伝統料理で日本のラーメンのようなもの）も販売している。